# Christiaan Hendrik Persoon
Christiaan Hendrik Persoon   (Colònia del Cap, 1 de febrer de 1761 - París, 16 de novembre de 1836) va ser un botànic micòleg que va fer addicions a l'obra de Linnaeus en la taxonomia dels bolets.

## Biografia
Persoon va néixer a Àfrica del Sud, a Cap de la Bona Esperança essent fill d'un immigrant de la Pomerània i de mare holandesa. Quan ell tenia 13 anys, morí la seva mare i el seu pare i ell tornaren a Europa.
Inicialment estudià teologia a la Universitat de Halle. Als 22 anys canvià a medicina a Leiden i Göttingen. Es doctorà a "Kaiserlich-Leopoldinisch-Carolinische Deutsche Akademie der Naturforscher" el 1799.
Es traslladà a París el 1802, on viví pobrament.
El seu primer llibre va ser Abbildungen der Schwämme (Il·lustracions de les esponges). Entre 1805 i 1807, publicà el seu Synopsis plantarum Arxivat 2011-05-20 a Wayback Machine., un treball popular que descriu 20.000 espècies de plantes. Els seus llibres sobre fongs són pioners començant per Synopsis methodica fungorum (1801); on comença la nomenclatura dels ordres Uredinales, Ustilaginales, i els Gasteromicets. L'any 1815 va ser escollit membre corresponent de la Reial Acadèmia de Ciències Sueca.
El gènere Persoonia, d'Austràlia rep el nom en honor seu.
La seva forma abreujada estàndard és Pers.